# Пожар в гостинице «Ленинград»
Пожар в гостинице «Ленинград» произошёл в субботу 23 февраля 1991 года в Ленинграде. В результате пожара, возникшего на нескольких этажах гостиницы, погибли 16 человек, в том числе 9 бойцов пожарной охраны.

## 23 февраля 1991 года

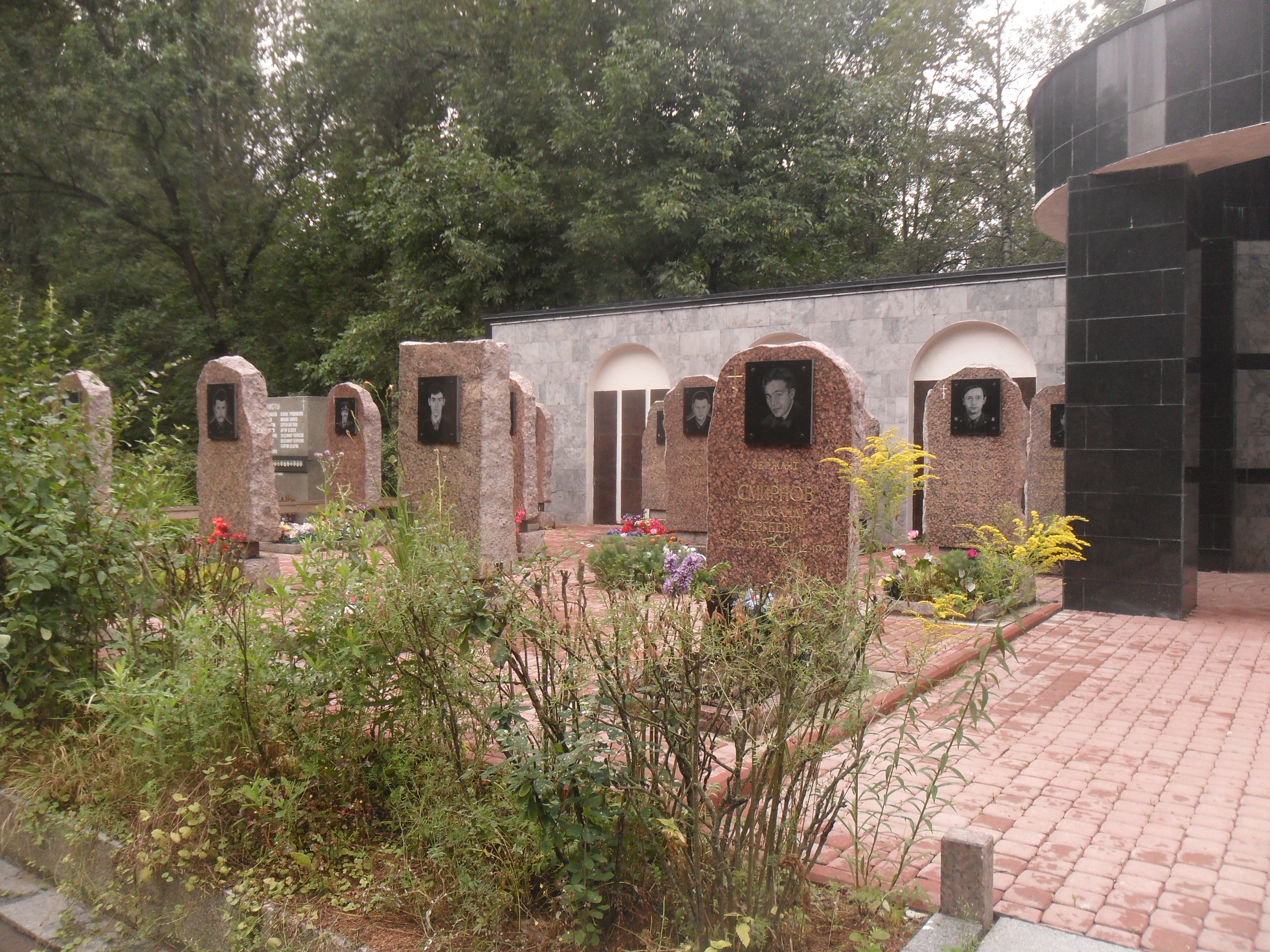
Могилы пожарных, погибших при тушении пожара в гостинице «Ленинград», на Серафимовском кладбище Санкт-Петербурга

В тот день сигнал на пульт дежурного поступил в 08:04, спустя 7 минут пожарные городской пожарной службы прибыли на место ЧП, узнав, что в гостинице «Ленинград» на Пироговской набережной горят помещения 10-го этажа. Как выяснилось, сотрудники гостиницы уже пытались тушить пожар самостоятельно, но безрезультатно. Пламя захватило лестничные пролёты и шахты лифтов. Большая часть постояльцев, размещённых в номерах на верхних этажах гостиницы, оказалась отрезанной от выходов.
Спустя несколько минут после объявления тревоги к гостинице прибыли несколько пожарных расчётов. Бывший начальник управления городской пожарной службы Александр Иванов впоследствии, давая интервью телепередаче «Криминальная Россия», так описывал пожар:
...По всему фасаду здания вдоль этого этажа горят окна, горят номера. Огонь выбивается наружу, лопаются стёкла, стёкла падают вниз…
С самого начала при тушении пожара возникли серьёзные проблемы. До верхних этажей здания лестницы не доставали. Наиболее отчаянные постояльцы гостиницы пытались спуститься к лестницам из окон по верёвкам, сделанным из простыней. В результате этого несколько человек упало на асфальт и разбилось насмерть, но некоторым всё же удалось добраться до лестницы, в частности, так из горящей гостиницы спаслась известная актриса Марина Влади. Ветер, дувший со стороны Невы, продувал гостиницу насквозь, увеличивая силу пламени. Постояльцы гостиницы метались по коридорам, пытаясь самостоятельно найти путь к спасению. Некоторые из них задохнулись в клубах дыма.
Борьба с пожаром длилась в течение 4 часов. Сотрудникам пожарной охраны удалось вывести из здания без повреждений 252 человека, ещё 36 человек получили ожоги и отравления угарным газом. В результате пожара погибли 16 человек — 9 пожарных и 7 постояльцев гостиницы.

## Расследование пожара
Экспертиза показала, что очаг возгорания находился в номере 773, который снимали шведские туристы. После заселения в свои номера они включили телевизоры, а позже, когда пошли в столовую, не выключили их.
В пожаре погиб журналист Марк Григорьев, редактор журнала «Огонёк». Тело 33-летнего журналиста было найдено в номере со странным повреждением головы, однако вскрытие показало, что череп мог лопнуть от высокой температуры. Официальной причиной пожара было названо то, что в номере 773 загорелся лампово-полупроводниковый телевизор «Рекорд-В-312». Около 8 часов утра произошло возгорание трансформатора строчной развёртки, моментально пламя охватило весь номер, позднее перекинулось на соседний 774-й; а после того как пожар в гостинице был потушен, в районе блока строчной развёртки телевизора, находившегося в номере, были обнаружены оплавления проводов, характерные для короткого замыкания. Возникла давка, люди, оказавшиеся запертыми в огненной ловушке, метались туда-сюда, пытаясь найти выход. Пластиковая отделка внутри гостиницы способствовала распространению огня и выделяла при горении высокотоксичные вещества.
Спустя несколько лет арестованный в составе банды Юрия Шутова Айрат Гимранов рассказал сотрудникам правоохранительных органов о своём участии в убийстве журналиста и поджоге гостиницы «Ленинград» с целью запутать следы, но никаких подтверждений его словам найдено не было.

## Увековечивание памяти
23 февраля считается днём памяти павших в петербургском гарнизоне пожарной охраны. Все погибшие пожарные были похоронены на Серафимовском кладбище, ежегодно к мемориалу, открытому спустя два года после трагедии, торжественно возлагаются венки. В рамках дня памяти проводятся турниры по мини-футболу и благотворительные лотереи, все средства от которых идут в помощь семьям погибших 23 февраля 1991 года. Также в этот день на Манежной площади Санкт-Петербурга проходит демонстрация пожарной техники.

## Другие факты
- Пожар 23 февраля 1991 года сорвал торжественное построение и поднятие флага на крейсере «Аврора», находящемся на вечной стоянке прямо напротив гостиницы «Ленинград», в честь Дня Советской Армии[1].